# Partido Maorí
El Partido Maorí (en inglés: Māori Party; en maorí: Te Pāti Māori) es un partido político de centroizquierda basado en los derechos indígenas en Nueva Zelanda. Tariana Turia fundó el partido en 2004 después de renunciar al gobernante Partido Laborista, en el que era ministra, por la controversia sobre la propiedad de las costas y los fondos marinos, un debate sobre si los maoríes tenían un derecho legítimo a la propiedad de una parte o la totalidad de la costa y el lecho marino de Nueva Zelanda. Tariana Turia y Pita Sharples, un académico de alto perfil, se convirtieron en los primeros colíderes.
El partido ganó cuatro escaños maoríes en las elecciones de 2005 y pasó a la oposición. Después de las elecciones de 2008, 2011 y 2014, en las que el partido ganó cinco, tres y dos escaños maoríes respectivamente, apoyó al gobierno encabezado por el Partido Nacional, con los colíderes asumiendo cargos ministeriales. Sharples renunció como colíder masculino en 2013 y fue reemplazado por Te Ururoa Flavell, quien fue nombrado ministro después de las elecciones de 2014. Turia se retiró en 2014 y fue reemplazada por Marama Fox como colíder femenina. El Partido Maorí no consiguió ningún escaño en las elecciones de 2017, pero regresó al Parlamento en las elecciones posteriores de 2020, cuando Rawiri Waititi fue elegido para el escaño maorí de Waiariki. Al obtener un 1,2% de los votos, pudo obtener un segundo parlamentario desde su lista.

## Resultados electorales
| Año  | Votos por electorados | %    | Votos por lista | %    | Resultado | +/- | Gobierno           |
| ---- | --------------------- | ---- | --------------- | ---- | --------- | --- | ------------------ |
| 2005 | 75.076                | 3,36 | 48.263          | 2.12 | 4/121     |     | Oposición          |
| 2008 | 76.836                | 3,34 | 55.980          | 2,39 | 5/122     | 1   | Apoyo externo      |
| 2011 | 39.320                | 1,81 | 31.982          | 1,43 | 3/121     | 2   | Apoyo externo      |
| 2014 | 42.108                | 1,79 | 31.850          | 1,32 | 2/121     | 1   | Apoyo externo      |
| 2017 | 53.247                | 2,11 | 30.580          | 1,18 | 0/120     | 2   | Extraparlamentario |
| 2020 | 60.837                | 2,15 | 33.630          | 1,17 | 2/120     | 2   | Oposición          |